# Jüdischer Friedhof (Neuenkleusheim)
Der Jüdische Friedhof Neuenkleusheim ist ein Begräbnisplatz der Juden in Neuenkleusheim, einem Stadtteil von Olpe im Kreis Olpe in Nordrhein-Westfalen.
Der jüdische Friedhof ist etwa 760 m² groß und liegt Am Eichhagen oberhalb des Dorfes am Nordhang des Ratzelberges in einem Fichtenwald. Er ist von einem niedrigen Erdwall umgeben und über die Neuenkleusheimer Straße und den Friedhofsweg erreichbar. Der Friedhof wurde nach 1781 erstmals belegt. Die letzte Beerdigung fand 1919 statt. 
In der Zeit des Nationalsozialismus wurde der Friedhof geschändet. Grabsteine sind auf ihm nicht mehr vorhanden. Seit 2008 steht er unter Denkmalschutz.